# Прашки студент
„Прашки студент” је југословенска телевизијска серија снимљена 1990. године у продукцији ТВ Сарајево.

## Улоге
| Глумац           | Улога               |
| ---------------- | ------------------- |
| Хасија Борић     | (3 еп. 1990)        |
| Миодраг Брезо    | (3 еп. 1990)        |
| Божидар Буњевац  | (3 еп. 1990)        |
| Јасмин Гељо      | (3 еп. 1990)        |
| Алден Хаџикарић  | (1990) (3 еп. 1990) |
| Предраг Лаковић  | (3 еп. 1990)        |
| Александар Мицић | (3 еп. 1990)        |
| Нада Пани        | (3 еп. 1990)        |
| Хранислав Рашић  | (3 еп. 1990)        |
| Зоран Симоновић  | (3 еп. 1990)        |
| Фарук Софић      | (3 еп. 1990)        |
| Филип Шоваговић  | (3 еп. 1990)        |
| Влајко Шпаравало | (3 еп. 1990)        |
| Зденек Сверак    | (1990) (3 еп. 1990) |
| Небојша Зубовић  | (1990) (3 еп. 1990) |
| Миралем Зупчевић | (3 еп. 1990)        |

Комплетна ТВ екипа ▼
| Редитељ     | Боро Радојчић    | (3 еп. 1990) |
| Редитељ     | Ладислав Смољак  | (3 еп. 1990) |
| Сценариста  | Павел Хајни      | (3 еп. 1990) |
| Сценариста  | Боро Радојчић    | (3 еп. 1990) |
| Композитор  | Горан Бреговић   | (3 еп. 1990) |
| Сценограф   | Едино Дино Саџак | (3 еп. 1990) |
| Костимограф | Карло Клеменчић  | (3 еп. 1990) |